# Faili
Faili bzw. Feyli (im Englischen auch Feyli Lurs, „Faili-Luren“, genannt; kurdisch فه یلی, lurisch فَیلی, persisch فیلی, arabisch al-Faylia) sind ein lurischer bzw. kurdischer Stamm, der in der irakischen Hauptstadt Bagdad, der angrenzenden Diyala-Provinz und vor allem im Grenzgebiet zwischen Irak und Iran lebt. Heute leben schätzungsweise 1 bis 2,5 Millionen Faili-Kurden im Irak und 2 bis 3 Millionen im Nachbarland Iran; genaue Zahlen lassen sich aufgrund von Deportationen und Verfolgungen aber nicht festhalten. Die Faili-Kurden sprechen Faili, ein Dialekt der südkurdischen Sprache. Im Iran gibt es unter den Luren einige Stämme, die auch Feyli genannt werden.

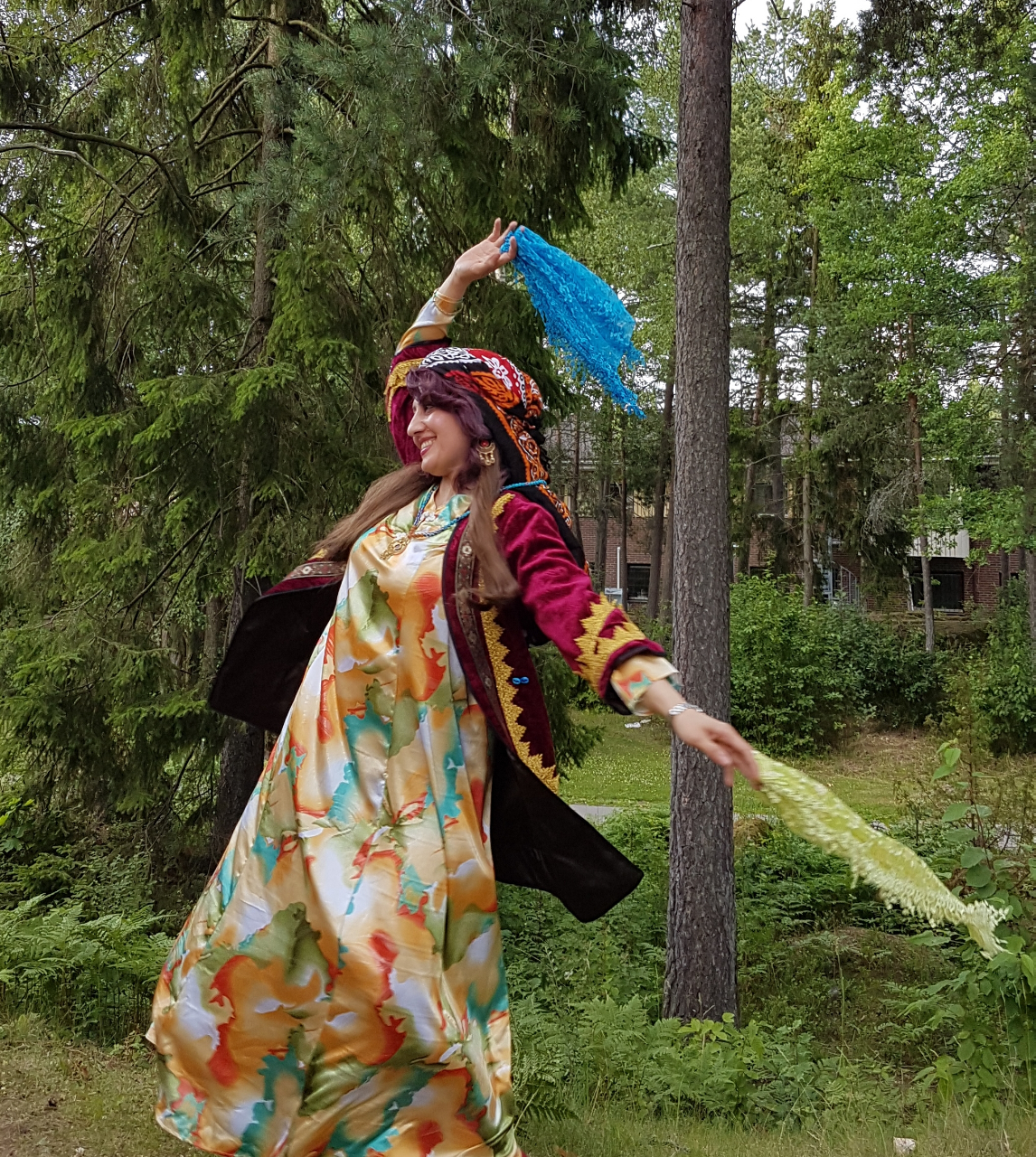
Eine Feili-lurische Tänzerin in Tracht

## Geschichte und Entstehung des Namens
Der Historiker über die Safawiden-Ära, Mirza Muhammad Husein Mostowfi (1749 A.D), hat die Feyli neben den Lak, den Bachtiaren und den Mamasani als eine der vier Untergruppen der Luren eingestuft. Austen Henry Layard (1887) beschrieben Feyli als die größten und die mächtigsten Lur Stämme bewohnen die Zagros Berge zu den nördlichen Teilen von Dezful. Die Herkunft des Namens Faili ist und bleibt eines der größten Rätsel dieses Volkes. Etliche westliche und einheimische Forscher haben versucht, die Lösung auf diese Frage zu finden. Jedoch konnte man sich bis heute nicht auf die richtige Theorie einigen. Yaqut al-Hamawi ar-Rumi (13. Jh.) verbindet das Wort Faili mit dem arabischen Begriff “fil” (فيل), was so viel wie „Elefant“ bedeutet und auf das Leben des Volkes in den großen Bergen und die Zähigkeit der Stammesmitglieder hinweisen soll. Die heute meistverbreitete Erklärung von Mehrdad Izady, der den Begriff Faili auf das alte iranische Königreich Parthien (arab. Pahla, ausgesprochen Fahla) zurückführt, in dessen Gebiet die Failis damals und heute immer noch leben, ist auch nicht zu hundert Prozent nachgewiesen.

## Kultur

### Lebensweise
Seit alten Zeiten haben die Faili vor allem im Grenzgebiet zwischen Irak und Iran gelebt, das aus den Zagros-Bergen und -Klippen besteht. Sie leben auf beiden Seiten (östlich und höher gelegen „vor dem Berg“, Pisch-e Kuh, und westlich „hinter dem Berg“, Puscht-e Kuh) dieses Gebirges in Iran und Irak, und sie nennen diese Bergkette Kabir Kuh („der große Berg“). Ihre gesamte Lebensweise ist auf diesen Lebensort ausgerichtet. Die grundlegenden Tätigkeiten der Leute sind Landwirtschaft und Schafzucht. Sie pflanzen Getreide, Gerste, Weizen, und Sommergemüsepflanzen sowie Früchte auf den Bergen oder auf den Wohnungen an, hauptsächlich für den Eigengebrauch, teilweise aber auch für den Handel. Es gibt auch einige Bodenschätze im Gebiet, wie Erdöl oder Erdgas, dessen Förderung in den letzten Jahrzehnten auch zu einem Nebenverdienst geworden ist.
Der Alvand-Fluss spielt für die Bewohner dieses Gebietes eine große Rolle, da er sowohl als Transportmittel, als auch als Bewässerungsquelle für die Landwirtschaft dient.
Bezüglich des Wetters ist es im Sommer relativ trocken, allerdings schmilzt der Schnee von den Bergen und fließt über die Flüsse und Kanäle auf die Felder der Failis. Im Sommer bewegen sie sich außerdem mit ihren Schafen zu den Spitzen der Berge, wo es weite Weideflächen gibt. Wenn der Winter kommt, gehen sie zu ihren Dörfern zurück.
Einige Kurden arbeiten im Handel und Ware-Austausch und andere haben eine freie Arbeit (städtische Berufe). In dem letzten Jahrzehnt profitieren aber immer mehr Stammesmitglieder von einer guten Ausbildung und einem Studium an einer Universität, was sie weg von den Grenzgebieten in die Städte zieht.

### Stämme und Clans
Die Faili bestehen aus vielen Stämmen, von ihnen meistens Clans genannt. Diese werden meist nach den Stammesgründer oder den Stammesführer benannt. Allerdings stehen sich die meisten Clans friedlich gegenüber und es gibt keine strikte Hierarchie innerhalb des Volkes der Faili, welcher Clan der Anführer ist.

## Bedrohung

### Staatsangehörigkeit
Das erste irakische Staatsangehörigkeitsgesetz von 1924 teilte die Bevölkerung in zwei Kategorien A und B ein und schuf damit eine „Zwei-Klassen-Staatsbürgerschaft“. Klasse A umfasste alle ehemalige Angehörigen des Osmanischen Reiches. Demnach konnte nur ein „Osmane“ ein „echter“ irakischer Staatsbürger werden. Unter Klasse B fielen alle anderen Bürger des Irak. Von dieser Benachteiligung waren vor allem die Failis betroffen, da viele von ihnen die persische Staatsangehörigkeit hatten.
Auch nach dem Ende der Monarchie im Irak (1958) bestand die „Zwei-Klassen-Staatsbürgerschaft“ fort. Dadurch wurden vor allem die Kurden und die Schiiten benachteiligt; die Failis waren sowohl Kurden als auch Schiiten und damit am schwersten betroffen.

### Politisches Leben
Seit der Gründung des Staates Irak waren die Failis aktive Teilnehmer des politischen Lebens des Landes. In den politischen Auseinandersetzungen bezogen sie überwiegend prokurdische, linke und demokratische Positionen. Nach 1968 waren die politisch aktiven Faili-Kurden in Opposition zum Ba'th-Regime. In Bagdad waren sie die Führer der irakischen Opposition zur Diktatur von Saddam Hussein.
Wegen ihres politischen Lebens wurden die Faili-Kurden immer wieder unterdrückt und auch vertrieben:
- 1963 leisteten sie heftigsten Widerstand gegen die putschenden Ba'th-Nationalisten und wurden nach deren Sieg inhaftiert, getötet oder sie mussten aus dem Land fliehen.[6]
- 1975 wurden Tausende von Faili-Kurden inhaftiert oder in den Iran deportiert, wobei das Gesetz über die Staatsangehörigkeit, das die Faili-Kurden nicht als Iraker definierte, anwendete.[6]
- 1979/80 erließ Saddam Hussein mehrere Dekrete. Unter anderem wurden „Nicht-Iraker“ und Faili-Kurden, die keine Staatsbürgerschaft besaßen, obwohl sie schon seit Jahrhunderten im Irak lebten, aufgefordert, binnen 6 Monaten Anträge auf Erteilung der irakischen Staatsangehörigkeit zu stellen. Faili-Kurden, die dies taten, wurden festgenommen, zur irakisch-iranischen Grenze gebracht und in den Iran abgeschoben. Faili-Kurden wurden als Perser betrachtet und waren daher von der sofortigen Deportation betroffen. Außerdem durfte das irakische Innenministerium beliebig jeden Iraker ausbürgern und sein Eigentum beschlagnahmen, wenn er dem „Vaterland, dem Staat und, den höchsten arabischen nationalen Zielen und seiner Revolution nicht treu und loyal war“. Dieser Absatz des Dekretes bedeutete für Zehntausende Faili-Kurden sofortige Deportation und Beschlagnahme ihres gesamten Eigentums.[6]
- 1987/88 wurde gegen die Kurden in gesamten Irak vorgegangen. Bis zu 300.000 Faili-Kurden wurden in den Iran deportiert, interniert oder „verschwanden“.[6]

## Zukunftsperspektiven
Mit dem Sturz von Saddam Hussein 2003 erhofften sich die Faili-Kurden eine Verbesserung ihrer Situation und die vollständige Anerkennung ihrer bürgerlichen Rechte. Obwohl das Land über eine demokratische Verfassung, die von zwei Dritteln der Iraker gebilligt wurde, und eine legale gesetzgebende und ausführende Gewalt verfügt, werden die Faili-Kurden immer noch massiv benachteiligt. Dies betrifft vor allem jene Faili-Kurden, die aus dem Exil zurückgekehrt sind und für die nun eine menschenwürdige Versorgung fehlt. Die meisten Rückkehrer verfügen weder über ein gesichertes Einkommen noch über eine feste Arbeitsstelle und sind daher wie die Mehrheit der Iraker auf staatliche Nahrungsmittelunterstützung angewiesen. Der Wiederaufbau des Landes, der staatlichen Einrichtungen und der Wirtschaft kommt nicht voran. Eine Ausnahme stellt die Autonome Region Kurdistan im Norden des Landes dar. Auch dort ist die Entwicklung für die Rückkehrer nicht zufriedenstellend.